# Triodon macropterus
Triodon macropterus és una espècie de peix, l'única de la família dels triodòntids que es troba des de l'Àfrica oriental fins a les Filipines, el Japó, Austràlia, Nova Caledònia i Tonga.
És un peix marí, de clima tropical i associat als esculls de corall que viu entre 50-300 m de fondària.
Els mascles poden assolir 54 cm de longitud total.
És inofensiu per als humans.